# スクリュー・キッド
スクリュー・キッドは、ゆでたまごの漫画『キン肉マン』およびその続編『キン肉マンII世』に登場する架空の人物。

## 主な特徴
初登場は夢の超人タッグ編「謎の新勢力…!!の巻」。あまりの強さのため相手がいなくなってしまい、天上にこもって修行をしていた完璧超人の一人。ネジの頭部から鼻と口が出ている顔で（当初は鼻と口がなく頭部はネジそのものだった）、スリムな体格をしている。手足や膝をドリル状の突起に変形させることができる。原作では頭部や手足の部分は灰色だが、アニメでは水色。
完璧超人の先発隊として、相棒ケンダマンと共に乱入コンビ（ゲーム版の名称は殺人遊戯コンビ）として宇宙超人タッグ・トーナメントに乱入。闘いはケンダマンに任せ、自身はタッグ技「地獄のネジ回し」の時のみリングに上がっていた。地獄のネジ回しは2人がネジとマイナスドライバーのように合体し、この2人にしか使えないことから「タッグのために生まれた超人」と呼ばれた。
戦いに余計な感情など不要とし、鍛え方が相手より少しでも上回った方が勝つという信念を持っている。そのため、正義超人や悪魔超人などを下等超人と見下し「アリンコ」と呼ぶ。
読者応募超人の一人だが、作者は不明となっている。

## 『キン肉マン』でのスクリュー・キッド

### 宇宙超人タッグ・トーナメント乱入
宇宙超人タッグ・トーナメント1回戦第2試合開始直後に乱入。モースト・デンジャラス・コンビ（ブロッケンJr. / ウルフマン〈リキシマン〉）を蹴散らし、2000万パワーズ（モンゴルマン / バッファローマン）と戦う。
戦いはケンダマンが先頭に立ち、バッファローマン相手に試合を優位に進め、地獄のネジ回しに入ったものの、モンゴルマンのヘアーネットにより回避される。その後、モンゴルマンの協力を得たバッファローマンのパワーアップ・ハリケーン・ミキサーによりケンダマンの頭部とチェーンが破壊され、スクリュー・キッドは彼の巨体に押し潰される。
動揺する2人の前に、完璧超人の首領（ドン）の声が場内に響き渡り、2人の処刑を宣告。焦る2人はガラスの破片を手にし、スクリュー・キッドはバッファローマンを斬り付ける。さらに四点スクリュー責めでバッファローマンの両腕・両脚を貫き、身動きを取れなくした。その様子を見かねたモンゴルマンから「単なる血に飢えた悪魔」と喝破される。最後は地獄のネジ回しで勝負をつけようとするが、2000万パワーズのロングホーン・トレインを受けて場外へ落下し敗北。
その後、タッグ・トーナメントに出場していた正体不明のタッグチーム「ヘル・ミッショネルズ」が完璧超人の首領ネプチューンマンとビッグ・ザ・武道と判明。彼らに勝てば無罪放免となるという条件で闘いを挑み、地獄のネジ回しを仕掛けたが、ビッグ・ザ・武道のオーバーボディを砕いたのみで、逆にスクリュー・キッドの全身が粉々になり死亡した。

### その後のスクリュー・キッド
超人墓場に落とされ、強制労働に従事していたが、サンシャイン、スニゲーター、アトランティス、ジャンクマンと共に脱走を企てるも、同じ完璧超人である超人ハンターのジ・オメガマンにハントされ、彼らの首はオメガマンの背中の巨大指にコレクションされた。
オメガ・ケンタウリの六鎗客編の後の新シリーズではケンダマンと共に復活しており、“完抉（かんけつ）”の称号を持つ完璧・無量大数軍の一員になっている。超人閻魔（ザ・マン）の指示でケンダマンと共にとある地点の偵察任務に向かっていたが、そこで何者かの襲撃を受けて重傷を負いながらも、バベルの塔4階リングでのはぐれ悪魔超人コンビ対モデスティーズの決着がついた頃に超人墓場の超人閻魔の玉座の間まで辿り着き、ザ・マンに事の次第を報告すると、その場で気絶した。

### 主要対戦成績
- タッグマッチ
  - ○モースト・デンジャラスコンビ（ブロッケンJr. / ウルフマン、地獄のネジ回し）
  - ×2000万パワーズ（モンゴルマン / バッファローマン、ロングホーン・トレイン）

## 得意技
シングル技
四点スクリュー責め
手と膝をドリルに変化させ、倒れた相手の上腕と太腿を貫く技。背中にネジ山を出現させ、ケンダマンがその上に乗ることによりさらに威力が増す。
名称はJCS版の単行本における超人紹介で設定された。「ドリル・クラッシャー」という呼び名の技もある。
タッグ技
地獄のネジ回し
殺人遊戯コンビのツープラトン。足をドリルに変形させた状態でドロップキックを繰り出し、頭部にケンダマンが足を当てて合体。その状態で回転することにより相手を貫く技。ケンダマンに投げられて発動するバージョンも存在する。

## プロフィール
- 種別 - 完璧超人[5]
- 出身 -  アメリカ合衆国[4]・ネバダ[6][5]
- 身長体重 - 215cm 105kg[4][6][5]
- 超人強度 - 1300万パワー[6][5] / 1500万パワー[7]
- 年齢 - 24歳[6]
- 好物 - ワニの蒲焼[8]

### 異名
- 恐怖のクラッシャー[8]

### 個人タイトル歴
「タイトルは弱者のシンボルである」というネプチューン・キングの教えに従っているためタイトルは持たない。

## 声優
塩沢兼人
- テレビアニメ『キン肉マン』
- テーマソング

太田真一郎
- ゲーム『キン肉マン マッスルジェネレーションズ』

## テーマソング
恐怖の回転ドリル
歌 - 宮内タカユキ / セリフ - 塩沢兼人（スクリューキッド） / 作詞 - 吉田健美 / 作曲 - 芹澤廣明 / 編曲 - 石田勝範

## コンピュータゲーム
『キン肉マンII世 超人聖戦史』では夢の超人タッグ編のストーリー終了後、属性ゲージが一定値なら仲間にできる。また主人公が選んだルートにより扱いが分かれる。
- 正義ルート

原作同様2回戦に乱入。主人公のチームと戦う。
- 中立ルート

主人公のチームが宇宙超人タッグトーナメントに乱入すると、同じく乱入しようとした彼らと鉢合わせし戦闘になる。
- 悪行ルート

ネプチューンマン、ビッグ・ザ・武道と共に地球に襲来。ケンダマンとタッグで主人公と闘う。
『キン肉マン マッスルジェネレーションズ』では、タッグチームを組むキャラクターによっては特定のチーム名が付けられる。以下にそれを示す。
- ブラッド・タイアップ - ネプチューンマン
- ブラッド・アソシエーション - ビッグ・ザ・武道
- ブラッド・アグリーメント - ネプチューン・キング
- 殺人遊戯コンビ - ケンダマン